# Ґоздава (Куявсько-Поморське воєводство)
Ґоздава (пол. Gozdawa, нім. Neubrück) — село в Польщі, у гміні Моґільно Моґіленського повіту Куявсько-Поморського воєводства.
Населення — 103 особи (2011).
У 1975-1998 роках село належало до Бидгощського воєводства.

## Демографія
Демографічна структура станом на 31 березня 2011 року:
|          | Загалом | Допрацездатний вік | Працездатний вік | Постпрацездатний вік |
| -------- | ------- | ------------------ | ---------------- | -------------------- |
| Чоловіки | 51      | 15                 | 33               | 3                    |
| Жінки    | 52      | 17                 | 28               | 7                    |
| Разом    | 103     | 32                 | 61               | 10                   |